# 鹤鸵科
鶴鴕科（學名：Casuariidae）是鳥綱鶴鴕目的一個科。目前本科有四種現存物種：三種鶴鴕和鴯鶓。所有現存物種皆為體型大且不會飛的鳥類，分佈於澳洲和新幾內亞。